# Сабинин, Геннадий Геннадьевич
Геннадий Геннадьевич Сабинин (род. 29 сентября 1993) — российский хоккеист, защитник.

## Биография
Воспитанник подольского «Витязя». В сезонах 2010/11 — 2013/14 играл в команде МХЛ «Русские витязи» Чехов. В сезоне 2013/14 провёл 40 матчей за «Титан» Клин в ВХЛ. В октябре — ноябре 2014 года сыграл три матча за «Витязь» в КХЛ и 10 матчей за «Саров» в ВХЛ.
Бронзовый призёр чемпионата мира среди юниоров 2011.